# Ramon Riu Cabanes
Ramon Riu Cabanes, también conocido como Ramón Riu y Cabanas, (Solsona, 17 de junio de 1852 - La Seo de Urgel, 27 de diciembre de 1901), obispo de Urgel y copríncipe de Andorra, fue un obispo español, administrador apostólico de Solsona (1895-1901) y obispo titular de Tamasos (1895-1901) y de Urgel (1901).

## Biografía
Se formó en el Seminario Conciliar de Solsona, era doctor en Derecho Canónico y cursó unas brillantes carreras eclesiástica y de Derecho.
Fue ordenado presbítero el 1875 en Solsona y al largo de su carrera eclesial fue canónigo doctoral por oposición en la catedral de Mallorca y más tarde en la de Toledo donde fue el decano de la catedral metropolitana desde 1891.
Erudito en ciencias dogmáticas, fue premiado por algunos de sus trabajos. Además, fue un erudito arqueólogo, literato e historiador por lo que fue merecedor de los títulos de socio correspondiente de la Real Academia de la Historia, socio de mérito de la Academia Bibliográfico-Mariana de Lérida, delegado de la Academia Arqueológica Luliana de Palma, así como de otras corporaciones dedicadas a cultivar las letras, las artes y las ciencias. Era un escritor hábil y orador de palabra fácil, sabia y convincente. En el concurso de la Academia Bibliográfico-Mariana, celebrado en 1890, le fue premiada su obra Memoria histórica de la imagen de Nuestra Señora del Claustro que se venera en la santa iglesia catedral de Solsona.
Cuando fue restaurada la diócesis de Solsona, en su ciudad natal, desde Cataluña se solicitó que ocupase su sede. El 15 de julio de 1895, el papa León XIII lo nombró obispo titular de Tamasos y administrador apostólico de Solsona. El día 8 de septiembre fue consagrado obispo por parte del nuncio apostólico en España, el arzobispo Serafino Cretoni, y al día siguiente, tomó posesión de la diócesis.
El mismo papa lo nombró obispo de Urgel el 18 de abril de 1901 y el día 13 de octubre tomó posesión de la sede y adquirió la condición de copríncipe de Andorra.
Murió en 1901 a los pocos meses de ser trasladado a la Seo de Urgel.

## Obra
- 1891: Memoria histórica de la imagen de Nuestra Señora del Claustro que se venera en la santa iglesia catedral de Solsona. Lleida: Academia Bibliográfico-Mariana.[4]